# 布蘭特萊克 (南達科他州)
布蘭特萊克（英語：Brant Lake）是位於美國南達科他州萊克縣的城市。

## 人口
根據2020年美國人口普查的數據，布蘭特萊克的面積為0.40平方千米，皆為陸地。當地共有人口56人，而人口密度為每平方千米140人。